# کوه موکو
کوه موکو (به لاتین: Mount Moco) یک منطقهٔ مسکونی در آنگولا است که در استان هوامبو واقع شده‌است. کوه موکو ۲٬۶۲۰ متر بالاتر از سطح دریا واقع شده‌است.